# Jan Ferencowicz
Jan Wacław Ferencowicz (ur. 25 grudnia 1902, zm. 1985 we Wrocławiu) – polski inżynier mechanik.

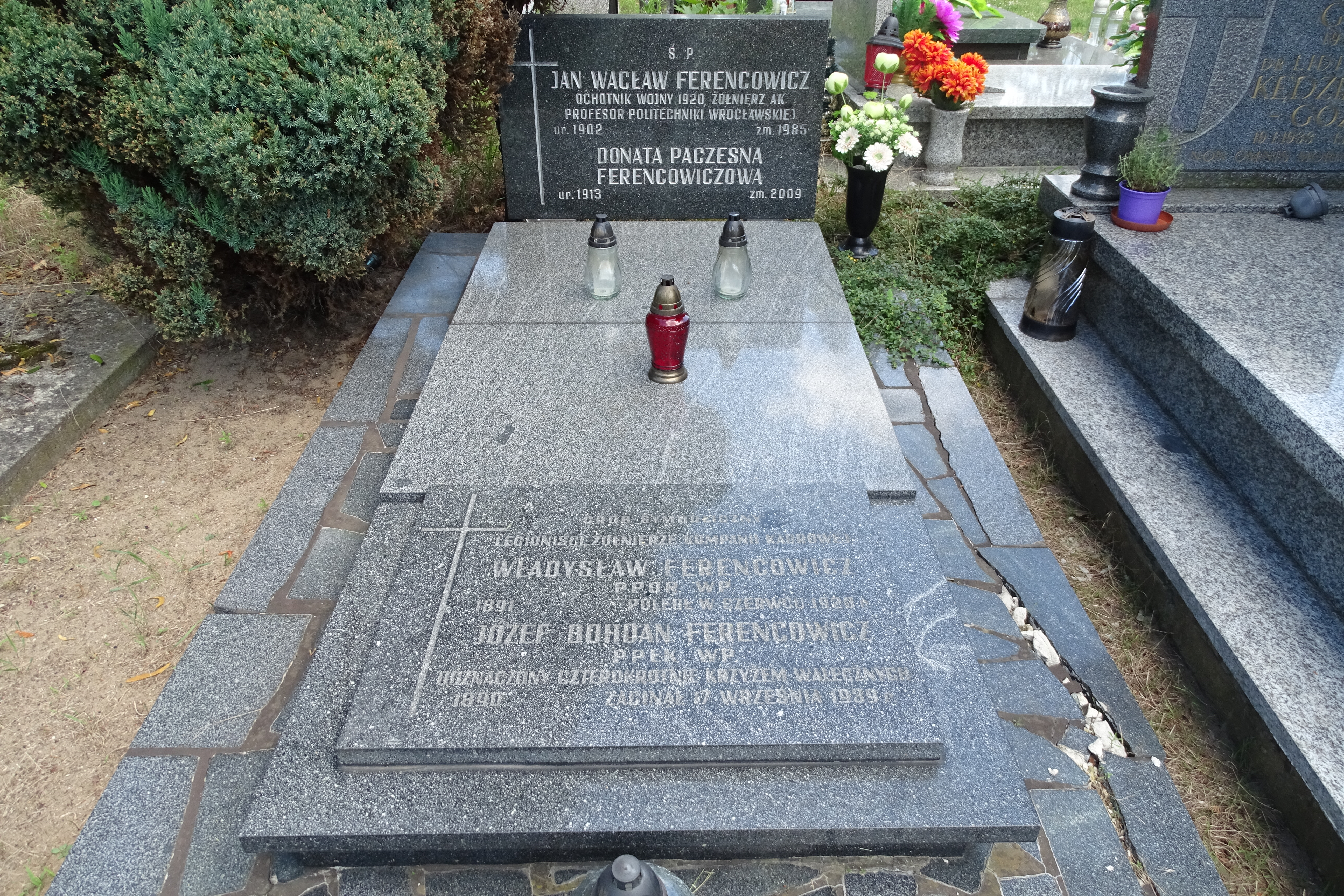
Grób Jana Wacława Ferencowicza.

## Życiorys
Absolwent Politechniki Warszawskiej.
Ochotnik wojny polsko-bolszewickiej 1920. W czasie II wojny światowej żołnierz AK.
Od 1962 profesor na Wydziale Inżynierii Sanitarnej Politechniki Wrocławskiej. Kierował Katedrą Ogrzewnictwa i Wentylacji.
Członek Rady Naukowej Instytutu Inżynierii Ochrony Środowiska w Gliwicach.
Pochowany na cmentarzu parafialnym Świętej Rodziny we Wrocławiu (sektor 7-7-2-2a).
Był mężem Donaty Paczesnej (1913–2009).

## Publikacje
- Jan Ferencowicz, Wentylacja i klimatyzacja, Arkady, Warszawa 1962.